# Denominazione di origine controllata

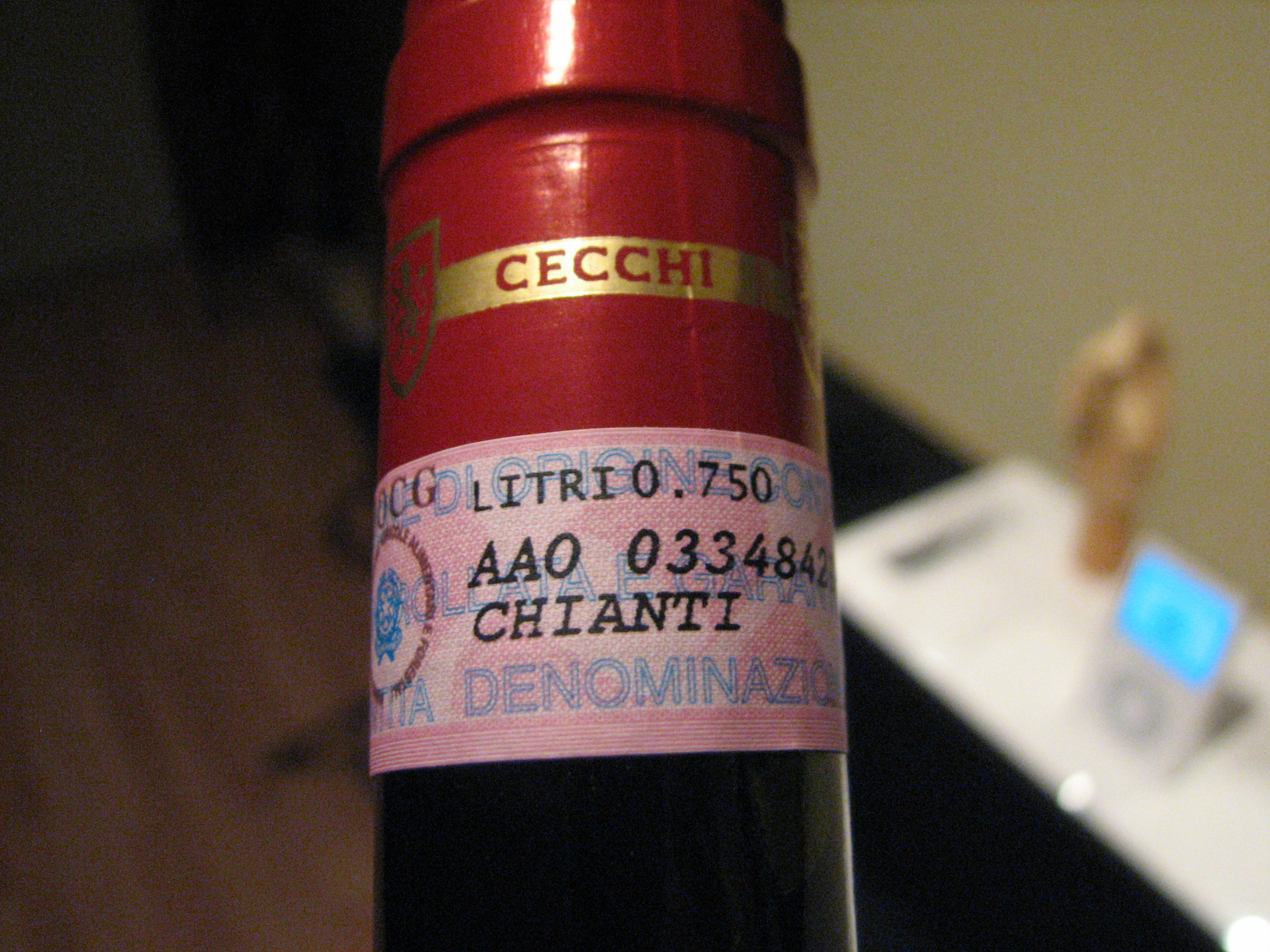
Garantiezegel DOCG om de capsule van een fles wijn.

Denominazione di Origine Controllata – afgekort DOC en in het Nederlands “gecontroleerde benaming van oorsprong” betekent – is een kwaliteitslabel in Italië dat moet instaan voor kwaliteitsborging van producten. Met name wijn, maar ook kazen – zoals Pecorino en Parmezaanse kaas – en ham zoals Parmaham. Het is gemodelleerd naar de Franse AOC en werd opgericht in 1963. Deze werd herzien in 1992 voor de naleving van gelijkwaardige EU-wetgeving betreffende beschermde benaming van oorsprong.
Deze kwaliteitsaanduiding kent drie niveaus,
- DO — Denominazione di Origine. Wordt weinig gebruikt.
- DOC — Denominazione di Origine Controllata. De gecontroleerde benaming van oorsprong
- DOCG — Denominazione di Origine Controllata e Garantita. De “gegarandeerde” gecontroleerde benaming van oorsprong.

Alle drie niveaus vereisen dat een levensmiddel binnen een bepaalde gebied met behulp van gedefinieerde methoden worden geproduceerd en dat zij voldoen aan een bepaalde kwaliteitsnorm.
De noodzaak voor een DOCG-identificatie ontstond toen de aanduiding met DOC – in de ogen van veel Italiaanse bedrijven – te ruim omschreven zou zijn. Een nieuwe. meer restrictieve identificatie, werd vervolgens gemaakt. Hiermee konden de bezwaarmakers van toen, zich met de nieuwe hogere herkomstbenaming voor de markt kwalitatief onderscheiden.
DOC staat bij de Italiaanse classificatie van wijn boven landwijn, wijn uit een bepaalde streek (Indicazione Geografica Tipica, IGT), en tafelwijn, de laagste categorie (vino da tavola).

## Wijnen
Wijn van het niveau DOCG wordt na diverse analyses door de overheid verzegeld om latere manipulatie met het gebottelde product te voorkomen. Dit gebeurt met een zegelstrip over de kurk of capsule. Op dit zegel staat het unieke ID-nummer van certificering. DOC- en DOCG-wijnen mogen alleen worden verkocht in wijnflessen met een inhoud van 5 liter of minder.
Voor wijn die geproduceerd wordt in Zuid-Tirol (Alto Adige) – een gebied waar Duits een officiële taal is - mag DOC als alternatief worden geschreven als Kontrollierte Ursprungsbezeichnung en DOCG als Kontrollierte und garantierte Ursprungsbezeichnung.

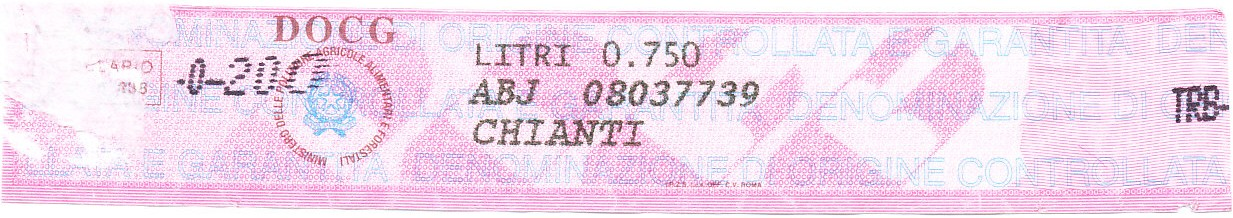
Een DOCG-zegel.